# Onthophagus egregius
Onthophagus egregius là một loài bọ cánh cứng trong họ Bọ hung (Scarabaeidae).